# Utilita Arena Birmingham
El Utilita Arena Birmingham (anteriormente conocido como Arena Birmingham, Barclaycard Arena o National Indoor Arena) es un pabellón multiusos propiedad del Grupo NEC. Está situado en el centro de Birmingham, Inglaterra y se inauguró en 1991, como la mayor arena existente en el Reino Unido hasta el momento. El recinto acoge varios tipos de eventos, desde eventos deportivos a conciertos musicales, y tiene una capacidad de hasta 15 800 localidades, usando tanto gradas permanentes como configuraciones de asientos temporales.
El Utilita Arena se sitúa a lo largo de la línea principal de los canales de navegación de Birmingham y frente al Centro Nacional de Vida Marina en Brindleyplace. Cerca de la arena se encuentra el Centro Internacional de Convenciones de Birmingham, el cual también es propiedad del Grupo NEC.
Las localidades se dividen en secciones de asientos superiores, inferiores y a nivel de suelo. Las secciones inferiores y a nivel de suelo se componen de asientos desmontables, mientras que en las gradas superiores se trata de asientos fijos. Se dispone de áreas para visitantes discapacitados entre las secciones superiores e inferiores, al nivel del atrio.

## Eventos destacados

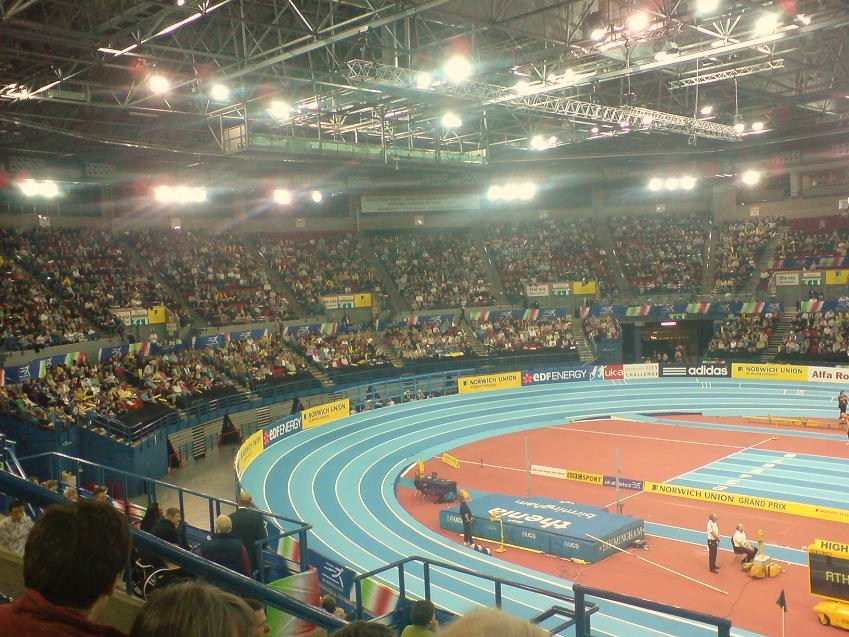
Una competición de atletismo en la NIA.

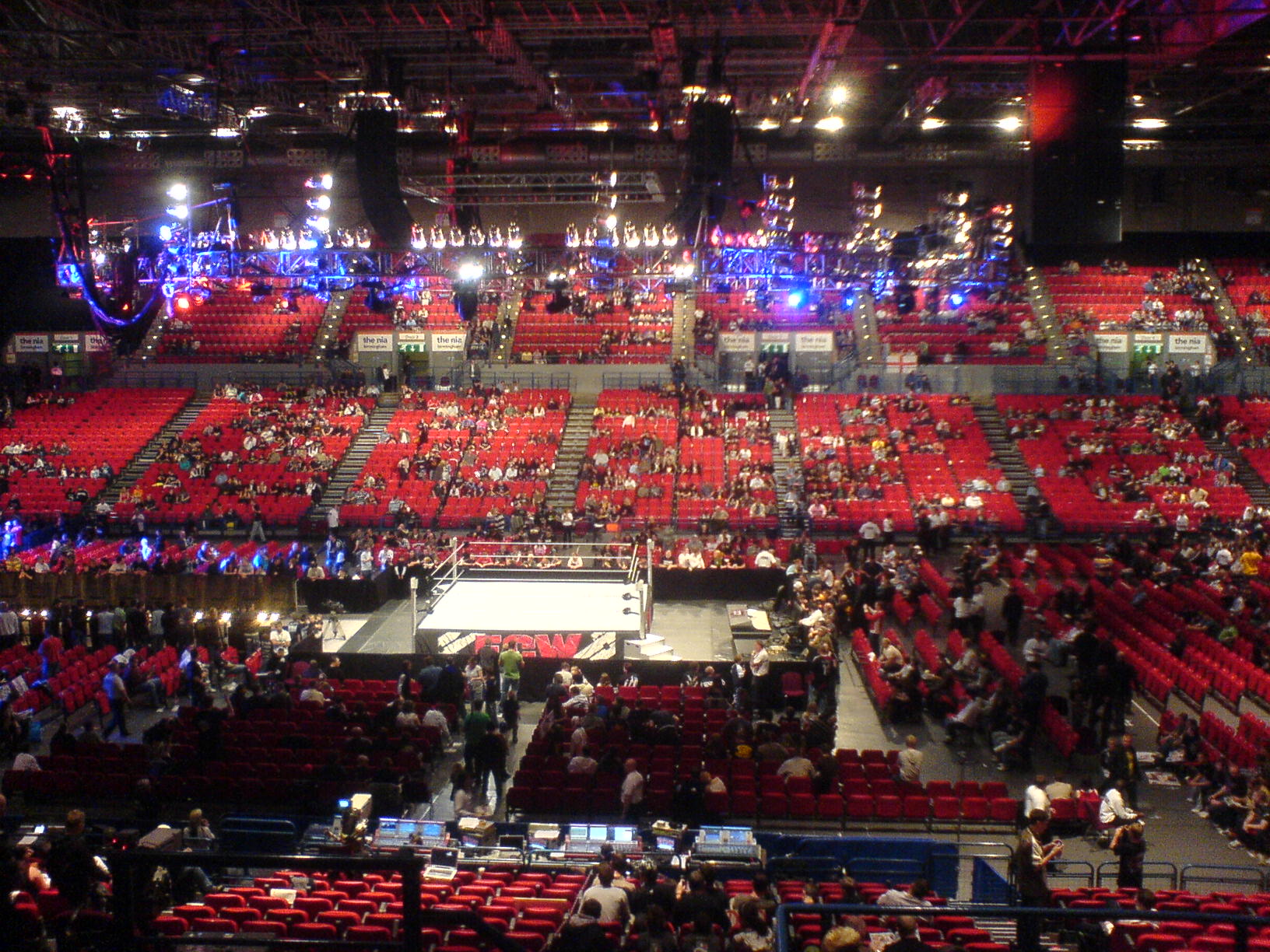
Grabación de la ECW el 16 de octubre de 2007.

- Campeonatos Mundiales de Bádminton de 1993 y 2003
- Festival de la Canción de Eurovisión 1998
- Campeonato Mundial de Judo de 1999
- Campeonato Mundial de Atletismo en Pista Cubierta de 2003
- Campeonato Europeo de Atletismo en Pista Cubierta de 2007
- Campeonato Mundial de Atletismo en Pista Cubierta de 2018

| Predecesor: Point Theatre Dublín, 1997                      | Sede del Festival de la Canción de Eurovisión Birmingham, 1998                | Sucesor: Centro Internacional de Convenciones Jerusalén, 1999     |
| Predecesor: Pabellón Atlántico Lisboa, 2001                 | Sede del Campeonato del Mundo de Atletismo en Pista Cubierta Birmingham, 2003 | Sucesor: Arena de Budapest Budapest, 2004                         |
| Predecesor: Centro de Convenciones de Oregón Portland, 2016 | Sede del Campeonato del Mundo de Atletismo en Pista Cubierta Birmingham, 2018 | Sucesor: Parque Deportivo Olímpico Juvenil de Nankín Nankín, 2021 |